# Тамия
Тамия (араб. طامية‎) — город на севере Египта, расположенный на территории мухафазы Эль-Файюм.

## Географическое положение
Город находится в восточной части мухафазы, на территории Фаюмского оазиса, на расстоянии приблизительно 19 километров к северо-востоку от Эль-Файюма, административного центра провинции. Абсолютная высота — 13 метров ниже уровня моря.

## Демография
По данным переписи 2006 года численность населения Тамии составляла 49 385 человек.
Динамика численности населения города по годам:
| 1996   | 2006   |
| ------ | ------ |
| 38 383 | 49 385 |

## Транспорт
Ближайший крупный гражданский аэропорт — Международный аэропорт Каира.